# Homocea
Homocea è un comune della Romania di 7 186 abitanti, ubicato nel distretto di Vrancea, nella regione storica della Moldavia. 
Il comune è formato dall'unione di tre villaggi: Costișa, Homocea, Lespezi.
Nel 2003 si sono staccati da Homocea i villaggi di Argea e Ploscuțeni, andati a formare il comune di Ploscuțeni.